# Monastère de Piarov
Le monastère de Piarov  est un bâtiment classé de la ville de Lioubechiv au nord-ouest de l'Ukraine.
Le monastère est instauré par l'aide du maréchal comte lituanien Jean Carol Dolski en 1686. Endommagé lors de la Première Guerre mondiale, le pouvoir soviétique acheva de le raser en 1969.

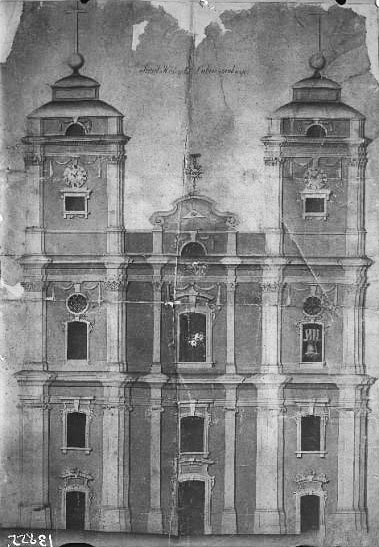
La façade de l'église Saint-Jean en 1800.
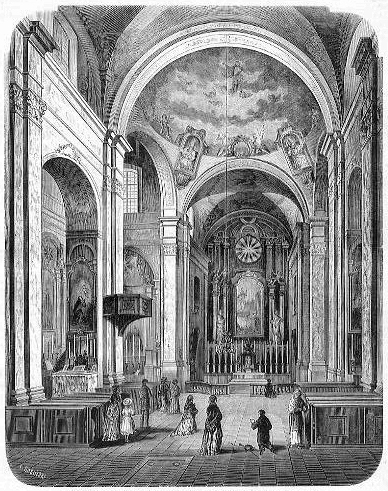
Son intérieur en 1873.
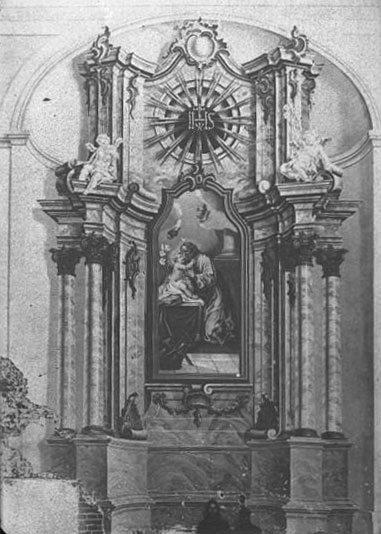
Son orgue, entre-deux-guerres.
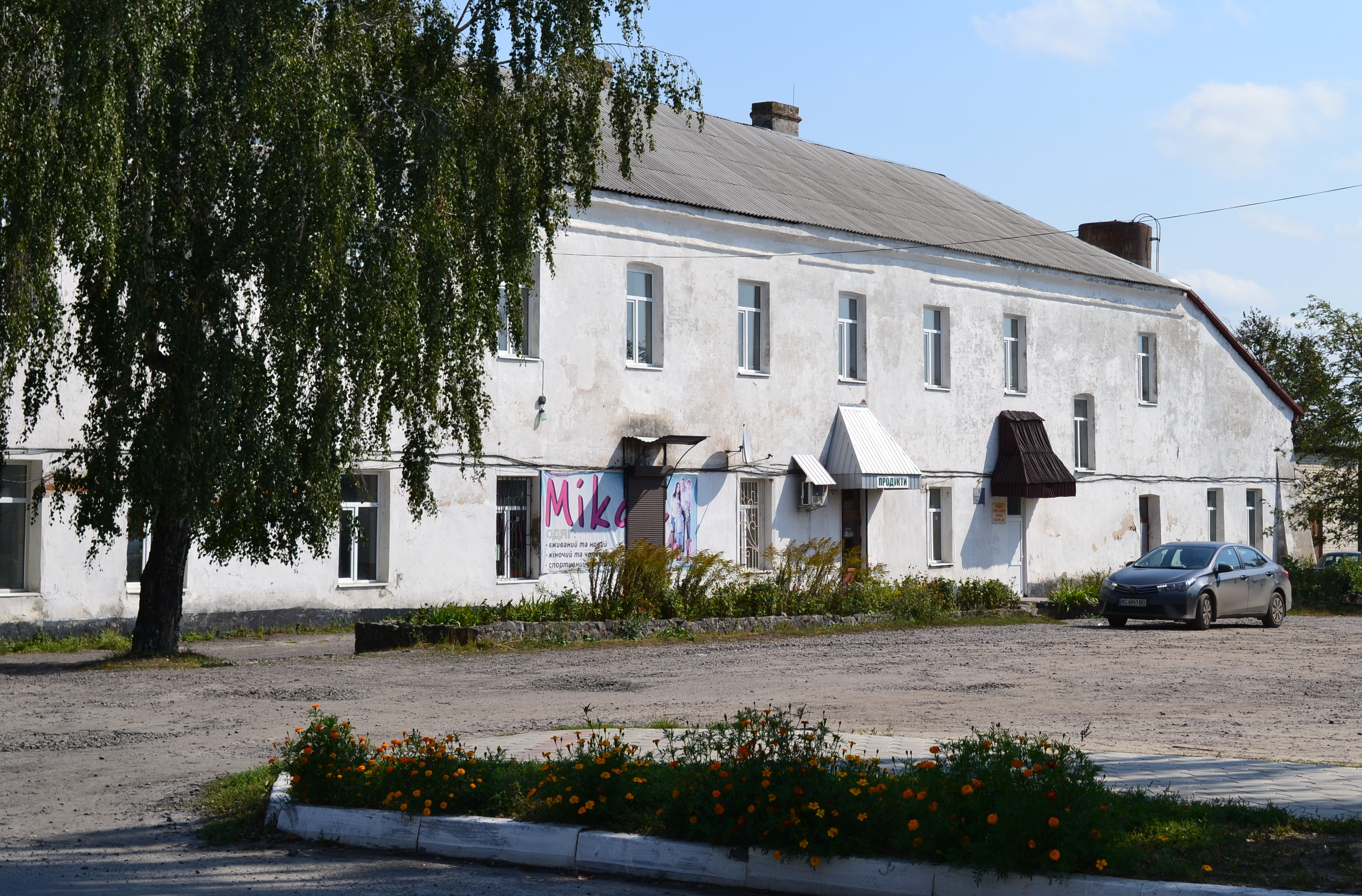
Bâtiment monacal.

## Site externe
- sur history belarus en russe.